# Laguna Chauya
Laguna Chauya es una laguna en Perú ubicada en el distrito de Masisea, provincia de Coronel Portillo, departamento de Ucayali. Tiene una superficie de 3,500 ha. En la laguna se identificaron 57 especies.